# Classe Alaska
Les croiseurs de bataille de la classe Alaska (officiellement classés comme large cruisers ou grands croiseurs) sont une classe de six croiseurs de bataille rapides commandés avant la Seconde Guerre mondiale par l'United States Navy. Comme la tradition réservait aux cuirassés les noms d'états des États-Unis, et aux croiseurs les noms de ville, ils furent nommés d'après des noms de territoires qui n'avaient pas (alors) le statut d'état. La classe fut une surprise pour beaucoup, les États-Unis n'avait jamais terminé la construction d'un croiseur de bataille dans son histoire.

## Conception
Des six originellement prévus, seuls trois furent mis en cale et seuls deux furent complétés. La construction du troisième, USS Hawaï, fut suspendue alors qu'il était complété à 84 %. Les deux navires terminés, l'USS Alaska et l'USS Guam, servirent dans l'US Navy durant les deux dernières années de la seconde Guerre Mondiale au bombardement côtier et à l'escorte des porte-avions rapides. Les deux furent tous les deux retirés du service en 1947.
L'idée de construire des croiseurs de bataille date de la fin des années 1930. Le but recherché par l'US Navy était de répondre au lancement des cuirassés rapides allemands de la  classe Scharnhorst ainsi qu'à la construction supposée d'une classe de croiseurs de bataille par l'empire du Japon.
La construction de cette classe est considérée comme une erreur avec le recul. Son coût unitaire est équivalent à celle d'un cuirassé alors que qu'elle était moins protégée et beaucoup moins maniable car n'ayant qu'un gouvernail. Son diamètre tactique est de 1 150 yards (1 056 m) à 20 nœuds ; les croiseurs de la classe Des Moines n'était qu'à 750 yards (686 m).

## Navires de la classe

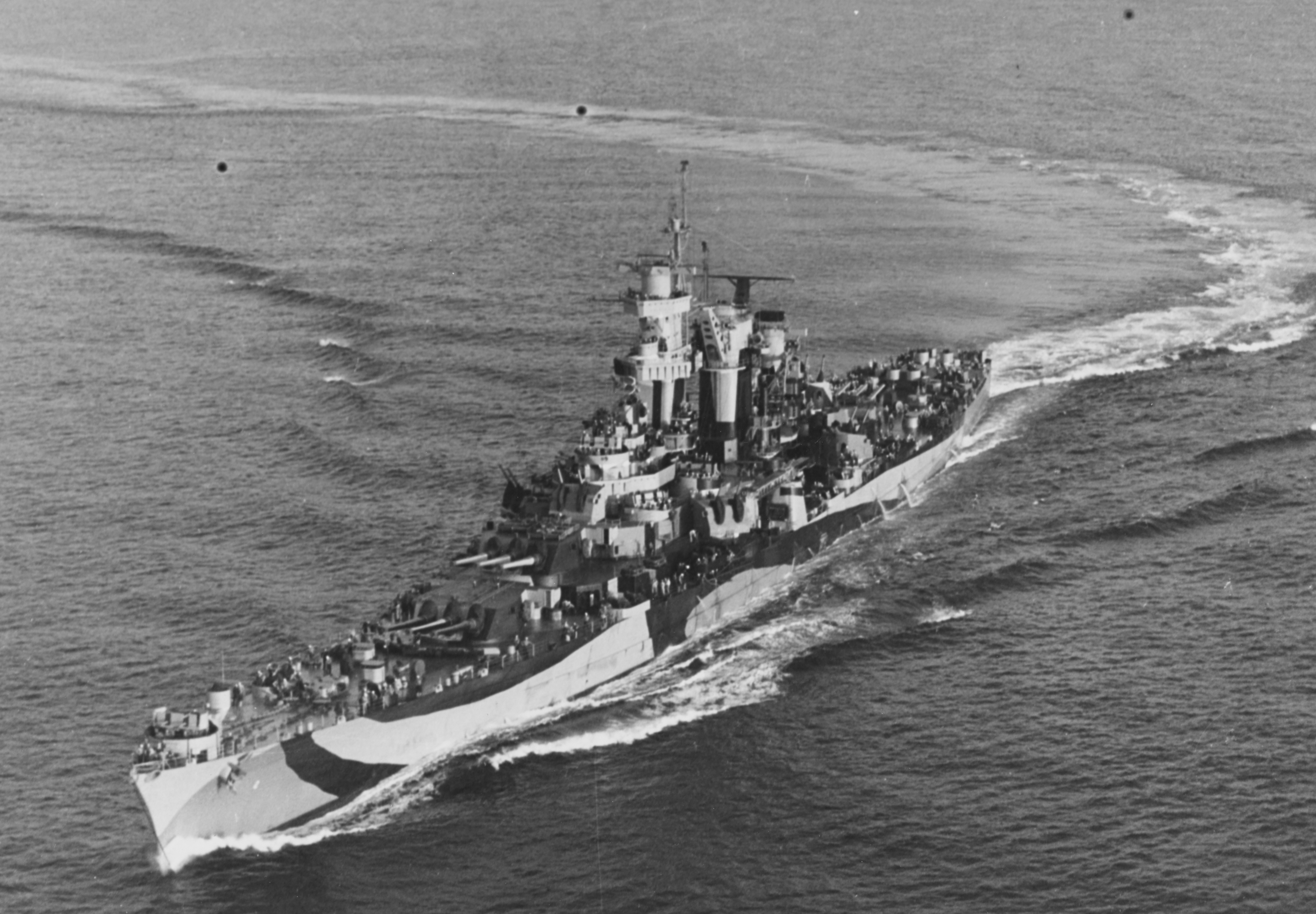
USS Guam en mer en 1944

- USS Alaska (CB-1) fut mis en service le 17 juin 1944. Il servit dans le Pacifique. Il effectua des missions de protection des porte-avions, de bombardement côtier ainsi que des raids en mer de Chine orientale. Il fut retiré du service le 17 février 1947 après moins de trois ans de service et il fut démoli en 1961.

- USS Guam (CB-2) fut mis en service le 17 septembre 1944. Il participa à la campagne du Pacifique à côté de l'USS Alaska. Il fut aussi retiré le 17 février 1947 et démoli en 1961.

- USS Hawaii (CB-3) ne fut jamais terminé. De nombreux projets de transformation en croiseur lance-missiles ou en navire de commandement furent envisagés, mais aucun ne se réalisa et il fut finalement démoli.

- La construction des trois derniers navires USS Philippines (CB-4), USS Puerto Rico (CB-5) et USS Samoa (CB-6)  furent annulés avant la pose de la quille. Ils auraient dû être construits aux chantiers navals New York Shipbuilding Corporation de Camden (New Jersey).